# Gerd Wiendieck
Gerd Wiendieck (* 1942) ist ein deutscher Psychologe.

## Leben
Er studierte von 1962 bis 1966 Wirtschafts- und Sozialwissenschaften in Nürnberg und Erlangen.  Nach der Promotion an der Universität zu Köln 1972 und der Habilitation für Wirtschafts- und Sozialpsychologie Universität Wuppertal 1977 war er Gastdozent an den Universitäten in Johannesburg und Kapstadt (1972–1976). Er wurde zum Professor an die Universität Wuppertal 1977, an die Universität zu Köln 1982 und an die FernUniversität Hagen 1991 berufen.
Seine Forschungsschwerpunkte sind Personal- und Organisationsentwicklung, Gruppenarbeit und Führung und Arbeitsmotivation und -zufriedenheit.

## Schriften (Auswahl)
- als Herausgeber mit Walter Bungard: Qualitätszirkel als Instrument zeitgemäßer Betriebsführung. Landsberg am Lech 1986, ISBN 3-478-32520-X.
- als Herausgeber mit Günter Wiswede: Führung im Wandel. Neue Perspektiven für Führungsforschung und Führungspraxis. Stuttgart 1990, ISBN 3-432-98721-8.
- Arbeits- und Organisationspsychologie. München 1994, ISBN 3-86128-290-9.